# Elena Paciotti

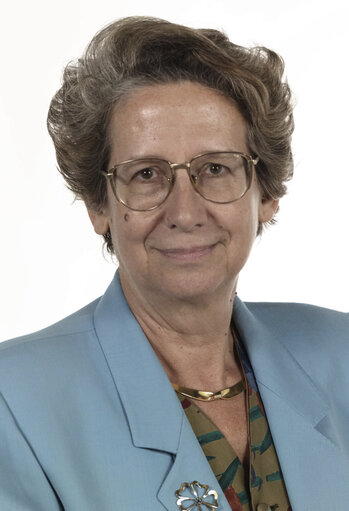
Elena Paciotti

Elena Ornella Paciotti (* 9. Februar 1941 in Rom) ist eine italienische Juristin und Politikerin. Seit dem Jahr 1999 ist sie die Präsidentin der Fondazione Lelio e Lisli Basso (dt. Lelio und Lisli Basso Stiftung) zur Erforschung der heutigen Gesellschaft.

## Leben
1967 wurde sie Richterin und praktizierte am Mailänder Gericht.
Sie war für zwei Amtszeiten (1994–1995 und 1997–1998) Präsidentin der National Association of Magistrates und Mitglied des Europäischen Parlaments (1999–2004) für die Demokratische Partei der Linken. Sie trat der Fraktion der Sozialdemokratischen Partei Europas bei.